# Episodi di NYPD - New York Police Department (settima stagione)
La settima stagione della serie televisiva NYPD - New York Police Department è stata trasmessa in prima visione negli Stati Uniti d'America da ABC dall'11 gennaio al 23 maggio 2000.
In Italia è stata trasmessa in prima visione da Canale 5.
| nº | Titolo originale                  | Titolo italiano               | Prima TV USA     | Prima TV Italia |
| -- | --------------------------------- | ----------------------------- | ---------------- | --------------- |
| 1  | Loogie Nights                     | Pugni e sputi                 | 11 gennaio 2000  |                 |
| 2  | A Hole in Juan                    | Sotto sorveglianza            | 18 gennaio 2000  |                 |
| 3  | The Man with Two Right Shoes      | L’insegnante                  | 25 gennaio 2000  |                 |
| 4  | The Naked are the Dead            | Un aiuto per Jill Kirkendall  | 1º febbraio 2000 |                 |
| 5  | These Shoots are Made for Joaquin | Affari di famiglia            | 8 febbraio 2000  |                 |
| 6  | Brothers Under Arms               | Arrivederci sergente Martinez | 15 febbraio 2000 |                 |
| 7  | Along Came Jones                  | L’arrivo di Jones Baldwin     | 22 febbraio 2000 |                 |
| 8  | Everybody Plays the Mule          | Gioco di squadra              | 23 febbraio 2000 |                 |
| 9  | Jackass                           | Un favore ad un amico         | 29 febbraio 2000 |                 |
| 10 | Who Murders Sleep                 | Sepolta viva                  | 7 marzo 2000     |                 |
| 11 | Little Abner                      | Vittime e carnefici           | 14 marzo 2000    |                 |
| 12 | Welcome to New York               | Vite diverse                  | 21 marzo 2000    |                 |
| 13 | The Irvin Files                   | Alta società                  | 28 marzo 2000    |                 |
| 14 | Sleep Over                        | Il figlio del padrone         | 4 aprile 2000    |                 |
| 15 | Stressed For Success              | Manuale di sopravvivenza      | 11 aprile 2000   |                 |
| 16 | Goodbye Charlie                   | Un peso sulla coscienza       | 18 aprile 2000   |                 |
| 17 | Roll Out the Barrel               | Un cadavere dal passato       | 25 aprile 2000   |                 |
| 18 | Lucky Luciano                     | Vedi Napoli e poi muori       | 2 maggio 2000    |                 |
| 19 | Tea and Sympathy                  | Un gentleman a New York       | 9 maggio 2000    |                 |
| 20 | This Old Spouse                   | Un marito in incognito        | 16 maggio 2000   |                 |
| 21 | Bats Off to Larry                 | Paure per Sipowicz            | 23 maggio 2000   |                 |
| 22 | The Last Round Up                 | L’ultima adunata              | 23 maggio 2000   |                 |

## Pugni e sputi
- Titolo originale: Loogie Nights
- Diretto da: Mark Tinker
- Scritto da: David Milch e Bill Clark (soggetto); Matt Olmstead (sceneggiatura)

## Sotto sorveglianza
- Titolo originale: A Hole in Juan
- Diretto da: Steven DePaul
- Scritto da: David Milch e Bill Clark (soggetto); Jody Worth (sceneggiatura)